# Romanian Open 2012
Il Romanian Open 2012, noto anche con il nome di BRD Năstase Țiriac Trophy 2012 per ragioni di sponsorizzazione, è stato un torneo di tennis giocato sulla terra rossa. È stata la 20ª edizione torneo, facente parte della categoria ATP World Tour 250 series nell'ambito dell'ATP World Tour 2012. Si è giocato all'Arenele BNR di Bucarest in Romania, dal 23 al 29 aprile 2012; è la prima edizione del torneo che si è disputata in primavera, mentre le 19 precedenti si sono svolte in autunno.

## Partecipanti

### Teste di serie
| Nazionalità | Giocatore        | Ranking* | Testa di serie |
| ----------- | ---------------- | -------- | -------------- |
| Francia     | Gilles Simon     | 15       | 1              |
| Germania    | Florian Mayer    | 20       | 2              |
| Austria     | Jürgen Melzer    | 29       | 3              |
| Serbia      | Viktor Troicki   | 30       | 4              |
| Cipro       | Marcos Baghdatis | 40       | 5              |
| Italia      | Andreas Seppi    | 44       | 6              |
| Polonia     | Łukasz Kubot     | 51       | 7              |
| Croazia     | Ivan Dodig       | 57       | 8              |
| Francia     | Jérémy Chardy    | 59       | 9              |

* Ranking al 16 aprile 2012.

### Altri partecipanti
I seguenti giocatori hanno ricevuto una wildcard per il tabellone principale:
- Marius Copil
- Victor Crivoi
- Gabriel Moraru

I seguenti giocatori sono passati dalle qualificazioni:

- Attila Balázs
- Daniel Brands
- Guillaume Rufin
- Jürgen Zopp

Il seguente giocatore è entrato in tabellone come lucky loser:
- Érik Chvojka

## Punti e montepremi
Il montepremi complessivo è di 398.250 €.
| Torneo    | Torneo              | V      | F      | SF     | QF     | 2T    | 1T    | Q  | Q3  | Q2  | Q1 |
| Singolare | Punti               | 250    | 150    | 90     | 45     | 20    | 0     | 12 | 6   | 0   | 0  |
| Singolare | Premi in denaro (€) | 71.900 | 37.860 | 20.510 | 11.685 | 6.885 | 4.080 | –  | 660 | 315 | 0  |
| Doppio    | Punti               | 250    | 150    | 90     | 45     | 0     | –     | –  | –   | –   | –  |
| Doppio    | Premi in denaro (€) | 21.800 | 11.480 | 6.220  | 3.560  | 2.090 | –     | –  | –   | –   | –  |

## Campioni

### Singolare
Gilles Simon ha sconfitto in finale  Fabio Fognini per 6-4, 6-3.
- È il decimo titolo in carriera per Simon, il primo del 2012.

### Doppio
Robert Lindstedt /  Horia Tecău hanno sconfitto in finale  Jérémy Chardy /  Łukasz Kubot per 7–6(2), 6-3.